# ドゥドゥ・ヌグンブ
ドゥドゥ・ヌグンブ（Doudou Ngumbu、1982年2月6日 - ）は、フランスのプロボクサー。コンゴ民主共和国キンシャサ出身。

## 来歴
2007年3月10日、イゼール県エシロルでデビュー戦を行い、初回KO勝ちを収めデビュー戦を白星で飾った。
2008年12月13日、チェリャビンスクでセイフディン・バラホエフとWBCインターナショナルライトヘビー級王座決定戦を行い、7回2分37秒TKO勝ちを収め王座獲得に成功した。
2009年7月10日、ジェール県オーシュで自身の持つWBCインターナショナルライトヘビー級王座とチャールズ・チサンバの持つABUライトヘビー級王座を懸け対戦し、12回3-0（2者が120-107、120-108）の判定勝ちを収めWBCインターナショナル王座は初防衛、ABU王座獲得に成功した。
2009年10月31日、ケンプトン・パークのエンペラーズ・パレスでアイザック・チレンバと対戦し、12回0-3（113-118、113-115、112-117）の判定負けを喫しWBCインターナショナル王座は2度目、ABU王座初防衛に失敗し王座から陥落した。
2011年4月15日、ジェール県コンドンでモハメド・ベルカセムとABUライトヘビー級王座決定戦を行い、12回3-0（115-113、2者が116-112）の判定勝ちを収め2年ぶりの王座返り咲きに成功した。
2011年9月16日、ワルシャワのトルバルホールでWBCバルチックライトヘビー級シルバー王者でポーランドインターナショナルライトヘビー級シルバー王者のパヴェウ・グウァジェフスキと対戦し、10回1-2（96-94、2者が94-96）の判定負けを喫しWBCバルチックシルバー王座の獲得、ポーランドインターナショナル王座の獲得に失敗した。
2011年11月26日、ビャウィストクでアレクセイ・クジェムスキーとWBF世界ライトヘビー級王座決定戦を行い、12回3-0（2者が116-113、118-111）の判定勝ちを収め王座獲得に成功した。
2012年6月15日、ブーシュ＝デュ＝ローヌ県レ・ペンヌ＝ミラボーでナジブ・モハメディと対戦し5回2分19秒TKO負けを喫し初防衛に失敗し王座から陥落した。
2013年3月16日、キエフのアイス・パレスでWBOインターコンチネンタルライトヘビー級王者ヴャチェスラフ・ウセルコフと対戦し、12回3-0（2者が115-113、116-113）の判定勝ちを収め王座獲得に成功した。
2013年7月5日、ヴァル＝ド＝マルヌ県ティエでイゴール・ミカルキンと対戦し、12回1-2（113-115、115-114、113-116）の判定負けを喫し初防衛に失敗、王座から陥落した。
2014年11月21日、シカゴのUICパビリオンでアンドルー・フォンファラと対戦し、10回0-3（2者が93-97、92-98）の判定負けを喫した。
2015年11月14日、ブロヴァルィーのアイス・パレス“ターミナル”でWBOヨーロピアンライトヘビー級王者ウマル・サラモフと対戦し、12回0-3（111-117、2者が110-118）の判定負けを喫し王座獲得に失敗した。
2017年2月10日、オースト＝フランデレン州ロースダールでWBCフランス語圏ライトヘビー級王者のビラル・ラグーンと対戦し、12回2-1（116-112, 115-113, 112-116）の判定勝ちを収め王座獲得に成功した。
2017年12月2日、カンヌのラ・パレストレでIBO世界ライトヘビー級王者のイゴール・ミカルキンと対戦し、12回0-3（111-117、2者が112-116）の判定負けを喫し王座獲得に失敗した。

## 獲得タイトル
- WBCインターナショナルライトヘビー級王座
- ABUライトヘビー級王座
- WBF世界ライトヘビー級王座
- WBOインターコンチネンタルライトヘビー級王座
- WBCフランス語圏ライトヘビー級王座